# Brandplaatje
Brandplaatje is de bijnaam die de Nederlandse bevolking tijdens de Tweede Wereldoorlog gaf aan het drukwerk met daarop leden van de Nederlandse koninklijke familie in Engeland of elders in de wereld.
Deze plaatjes werden in Engeland gedrukt en afgeworpen door de Royal Air Force om het Nederlandse volk een hart onder de riem te steken. Hoewel het om normaal drukwerk ging, dankte het die bijnaam aan het feit dat de Duitse bezetter de Nederlandse bevolking in die jaren waarschuwde dat het oprapen van zulke plaatjes levensgevaarlijk was, omdat ze spontaan in brand zouden kunnen vliegen. Dat was niet het geval.